# 伐三

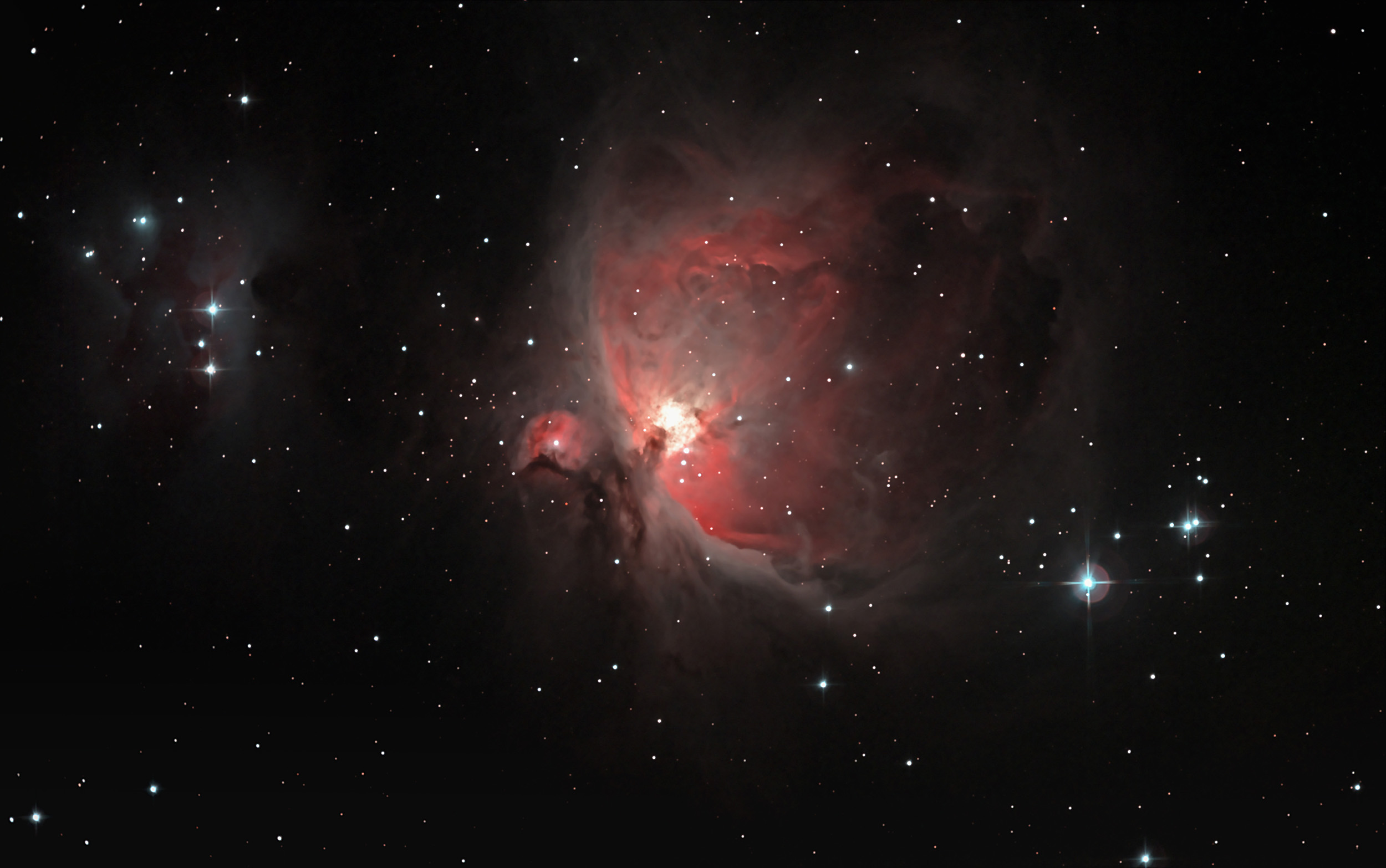
伐三是猎户座大星云右（南）边的亮星

伐三（ι Ori/獵戶座ι），是一个在赤道星座猎户座的恒星。视星等2.77，是猎户座的第八亮星。
伐三猎户之剑星群中最亮的恒星。西洋传统名有Hatsya和阿拉伯语的Naˈir al Saif，意为“剑的亮者”。根据视差测量，它距离地球大约1300光年。
伐三是个四星系统，由一对大质量的光谱联星主导，轨道偏心率0.764，周期29天。猎户座ιA的两个成员分别是恒星分类O9III的蓝巨星和大约暗2等的B0III恒星。两星恒星风的相撞使这个系统成为强X射线源。奇怪的是，这个联星的2个成员似乎年龄不同，次星大约是主星年龄的2倍。根据它们轨道的高偏心率，表示这个联星系统可能是经由捕获的，而不是一起形成然后产生质量转移。这种捕获可能会在两对联星近距离接触时发生。
伐三有一个B8巨星的伴星，相距11"（大约5000天文单位），是一颗变星，可能是初期恒星体。还有一个更暗的A0恒星，相距49"，称为猎户座ιC。
疏散星团NGC 1980包含伐三在内的一些亮星。在暗至14等星的调查中只有18颗恒星被认为是成员，大部分都在9等附近，还有5等星的HR 1886和HR1887。